# Liste der Baudenkmale in Wardow
In der Liste der Baudenkmale in Wardow sind alle denkmalgeschützten Bauten der Gemeinde Wardow (Mecklenburg-Vorpommern) und ihrer Ortsteile aufgelistet (Stand 10. Februar 2021).

## Baudenkmale nach Ortsteilen

### Wardow
| ID   | Lage                                        | Bezeichnung                                                      | Beschreibung | Bild                                                             |
| ---- | ------------------------------------------- | ---------------------------------------------------------------- | --- | ---------------------------------------------------------------- |
| 2283 | Schulstraße 2/5/6, Dorfstraße 13/14 (Karte) | Gutsanlage mit Gutshaus, Parkfragment, Stallscheune und Speicher | Neogotischer (Tudorstil), 2-gesch. Putzbau von 1840 mit Mittelrisalit und Seitentürmchen; zur DDR-Zeit stark vereinfacht, Sanierung zum Hotel seit 2008; Gutsbesitz: u. a. Familie von Bassewitz (ab 1728), von Heyden-Linden und Mierendorff (ab 1852), 1934 aufgesiedelt | Gutsanlage mit Gutshaus, Parkfragment, Stallscheune und Speicher |
| 2285 | Schulstraße 3 (Karte)                       | Wohnhaus                                                         | |                                                                  |

### Alt Kätwin
| ID   | Lage              | Bezeichnung                       | Beschreibung                                                                     | Bild |
| ---- | ----------------- | --------------------------------- | -------------------------------------------------------------------------------- | ---- |
| 1186 | Kastanienstraße 2 | Gutshaus mit Park und Gedenkstein | 2-gesch., 11-achs. Bauwerk von um 1820/30 mit Walmdach und 3-gesch. Zwerchgiebel |      |
| 1187 | Kastanienstraße 4 | Schmiede                          |                                                                                  |      |

### Alt Polchow
| ID   | Lage                        | Bezeichnung                         | Beschreibung                                                                                          | Bild                                |
| ---- | --------------------------- | ----------------------------------- | --- | ----------------------------------- |
| 1189 | Gutshofallee 3 (Karte)      | Gutsanlage mit Gutshaus und Park    | |                                     |
| 1188 | Polchower Straße 51 (Karte) | Kirche mit Friedhof und Grabkapelle | Neobarockes, 2-gesch. Putzbau von 1904 nach Plänen von Gotthilf Ludwig Möckel für Wilhelm von Lowtzow | Kirche mit Friedhof und Grabkapelle |
| 1190 | Polchower Straße 52 (Karte) | Pfarrhaus und Wirtschaftsgebäude    | |                                     |

### Goritz/Trotzenburg
| ID   | Lage                    | Bezeichnung    | Beschreibung | Bild |
| ---- | ----------------------- | -------------- | ------------ | ---- |
| 1294 | Trotzenburg 1-4 (Karte) | ehem. Forsthof |              |      |

### Groß Ridsenow
| ID   | Lage                    | Bezeichnung                                                                      | Beschreibung                                                                                     | Bild |
| ---- | ----------------------- | -------------------------------------------------------------------------------- | ------------------------------------------------------------------------------------------------ | ---- |
| 1305 | An den Wiesen 5 (Karte) | Gutshaus mit Park                                                                | 1-gesch. Fachwerkbau von um 1776 mit Mansarddach und Zwerchgiebel                                |      |
| 1306 |                         | Friedhof, alter mit Grabsteinen, Kapellenfundament, Glockenstuhl und Einfriedung | die 600 Jahre alte Glocke von Rickert de Monkehagen wurde im Oktober 2012 gestohlen und zerstört |      |

### Kobrow
| ID   | Lage                            | Bezeichnung                                            | Beschreibung | Bild |
| ---- | ------------------------------- | ------------------------------------------------------ | --- | ---- |
| 1940 | Alte Dorfstraße 2/2a/2b (Karte) | Herrenhaus                                             | Neogotisches, 2-gesch., 10-achs. differenzierter Putzbau von um 1860 mit Sockelgeschoss und 4-gesch. Turmbau mit Zeltdach; Gutsbesitz: u. a. Familien von Vieregge (1741–1755), von Gundlach (1760–1784), von Gentzkow (1796–1804), Hundt (1804–1825), von Bülow (1859–1930); 1937 aufgesiedelt für 44 Siedler. |      |
| 1941 | Laager Chaussee 2 (Karte)       | Bauernhof mit Wohnhaus, Wirtschaftsgebäuden und Remise | |      |

### Kossow
| ID   | Lage                     | Bezeichnung | Beschreibung | Bild |
| ---- | ------------------------ | ----------- | ------------ | ---- |
| 1951 | An den Teichen 1 (Karte) | Bauernhaus  |              |      |
| 1952 | An den Teichen 2 (Karte) | Bauernhaus  |              |      |

### Spotendorf
| ID   | Lage                                   | Bezeichnung               | Beschreibung | Bild |
| ---- | -------------------------------------- | ------------------------- | --- | ---- |
| 2266 | Spotendorfer Straße 11/11a/11b (Karte) | Gutshaus mit Parkfragment | Neogotischer, 10-achs. Backsteinbau von ca. 1870 mit Souterrain, Hochparterre und Obergeschoss. Mittelrisalit; Gutsbesitz: u. a. von Heinrich Frese (bis 1286 dann Übergabe an die Stadt Rostock), hist. Lage direkt an der Via Regia, in historischer Karte (Kurhannoversche Landesaufnahme) von 1764 ist eine große Gutsanlage mit Wirtschaftsgebäuden zu erkennen, um 1870 dann umfassende Neugestaltung der Gutsanlage durch von Mierendorff, danach im Besitz von Albrecht Wendhausen (1922–1945), ab 1945 verschiedene Wohnnutzungen, seit 1992 sukzessive Sanierung und im Privatbesitz. |      |

### Teschow
| ID   | Lage                         | Bezeichnung             | Beschreibung                                | Bild |
| ---- | ---------------------------- | ----------------------- | ------------------------------------------- | ---- |
| 2274 | Zum Speicher 3/3a/3b (Karte) | Wohnhaus (ehem. Schule) |                                             |      |
| 2275 | Zum Speicher 5 (Karte)       | Gutshaus mit Park       | Sanierter, 2-gesch. Putzbau mit Krüppelwalm |      |

## Quelle
Denkmalliste des Landkreises Rostock A ‐ Z (Stand: 10. Februar 2021; PDF, 497 KB). 
- Karte mit allen Koordinaten:
- OSM |
- WikiMap